# Marques Brownlee
Marques Keith Brownlee (/mɑːrˈkɛz ˈkiːθ ˈsujetadorʊnliː/ mar-KEZ KEETH BROWN-lee; Maplewood, 3 de diciembre de 1993), también conocido profesionalmente por MKBHD, es un YouTuber estadounidense, más conocido por sus videos centrados en tecnología. El canal, cuyo nombre es una concatenación de sus las iniciales de su nombre - MKB y HD (para alta-definición), ya tiene más de 20 millones de suscriptores y más de 2.800 millones de vistas totales a sus videos. En agosto de 2013, Vic Gundotra, exdirector de redes sociales para Google, nombró a Brownlee "el mejor analista de tecnología del planeta en la actualidad". Durante El debate presidencial primario del partido demócrata de 2016 que fue cosponsored por Youtube, Brownlee preguntó los candidatos, por vídeo, si compañías de tecnología y el gobierno pueden encontrar un punto medio sobre la encriptación mientras se consideran los derechos a la intimidad y seguridad.

## Carrera en YouTube
MKBHD se unió a YouTube el 21 de marzo de 2008. Comenzó a subir videos de tecnología en enero de 2009, mientras todavía estaba en la escuela secundaria, sobre nuevos productos o reseñas de productos que ya tenía. Él explica que sus primeros videos fueron en screencast donde publicaría una imagen y solo hablaría sobre ella, luego respondió a las solicitudes de los espectadores de lo que les gustaría ver. Sus primeros cientos de videos fueron principalmente tutoriales de hardware y freeware . Posteriormente, las compañías se acercaron a él para demostrar su software y hardware de pago, pero solo analizó productos que serían de interés para su audiencia de entusiastas de la tecnología.  
Se destaca por demostrar un "conocimiento profundo de los productos que reseña y buena comprensión de lo que su audiencia quiere saber". Sus análisis a menudo son oportunos, y salen el mismo día o poco después para productos anticipados. Podría decirse que es más conocido hoy por su contenido sobre teléfonos inteligentes . A partir de diciembre de 2019, su canal ha ganado más de 10 millones de suscriptores,  convirtiendo a MKBHD en uno de los canales de YouTube "basados en tecnología" más suscritos. [cita requerida]   En promedio, Brownlee carga dos o tres videos por semana. El canal recibe un promedio de más de 9,000 suscriptores todos los días a partir de diciembre de 2019. Brownlee subió su video número 1000 el 29 de marzo de 2018.
Las revisiones de Brownlee también han sido promovidas por otros sitios de revisión. Engadget promocionó el sitio en enero de 2012 cuando presentaron su recorrido por el entonces nuevo servicio de almacenamiento en la nube llamado Insync. En noviembre de 2013, se publicó uno de los videos más virales de Brownlee basado en el LG G Flex . Realizó varias pruebas de rascado para representar la capacidad de autocuración del dispositivo. El video alcanzó un millón de visitas el primer día. A December 2019   , el video tiene casi 8 millones de visitas. En diciembre de 2013, Brownlee hizo una entrevista con el CEO de Motorola, Dennis Woodside . En mayo de 2014, Brownlee hizo la primera entrevista por aire con Evan Blass, también conocido por su nombre anterior, evleaks.
La revisión de video y la prueba de raspado de Brownlee de un componente de vidrio frontal micromax 7 de 4.7 pulgadas, publicado el 7 de julio de 2014, ganó popularidad inmediata, apareciendo en sitios como The Verge, Forbes Tech, HuffPost Tech, CNET y Time Magazine . El video apareció en las noticias de NBC y en periódicos de todo el mundo. A September 2018   , el video ha obtenido más de 9.1 millones de visitas en YouTube y ha tenido más de 60,000 calificaciones.  Brownlee también tiene un video similar con respecto a un modelo ficticio del iPhone 6, subido un par de meses antes, que (desde diciembre de 2019) ha ganado más de 7.58 millones de visitas en YouTube .
En diciembre de 2015, Brownlee hizo una entrevista con Kobe Bryant, un jugador profesional de baloncesto de la NBA, y subió los resultados, titulados Talking Tech with Kobe Bryant. en el que habla sobre los intereses tecnológicos de Kobe y los zapatos Nike diseñados por Kobe más recientes, los Kobe 11 .
En octubre de 2016, entrevistó al vicepresidente senior de Ingeniería de Software de Apple, Craig Federighi, durante el lanzamiento de su última MacBook Pro 2016.
En marzo de 2018, entrevistó a Neil deGrasse Tyson. En abril de 2018, Brownlee ganó Shorty Awards Creador de la década. En junio de 2018, Brownlee fue un invitado en Hot Ones Season 6 Episode 3. En agosto de 2018, entrevistó al CEO de Tesla, Elon Musk y, con la ayuda de TLD (Jonathan Morrison), filmó la visita a la fábrica de Tesla. En diciembre de 2018, Brownlee apareció en YouTube Rewind, y luego lanzó un video sobre sus quejas sobre la serie.
En febrero de 2019, entrevistó al cofundador de Microsoft y la Fundación Bill y Melinda Gates, Bill Gates. En octubre de 2019, entrevistó al CEO de Microsoft, Satya Nadella, antes del anuncio de Microsoft Surface, y a Will Smith antes que Gemini Man.
En agosto de 2019, Brownlee y su compañero de tecnología YouTuber Linus Sebastian y su canal Linus Tech Tips crearon una pelea amistosa para ver cuál de ellos llegaría primero a 10 millones de suscriptores. Brownlee ganó al lograr este hito el 18 de diciembre de 2019. 

## Premios de teléfonos inteligentes
En diciembre de 2014, Brownlee comenzó su serie de Premios de teléfonos inteligentes, donde elige los mejores teléfonos en ciertas categorías del año pasado. En 2017, Brownlee comenzó a crear premios físicos que se presentaron en el video, la mayoría de los cuales fueron solicitados y enviados a las empresas cuyos teléfonos los ganaron. Los Premios de teléfonos inteligentes generalmente se publican a mediados de diciembre, después de que todos los teléfonos del año se hayan lanzado y probado. 
| Año  | Mejor gran teléfono inteligente | El mejor teléfono inteligente compacto | Mejor cámara                                | Mejor teléfono inteligente económico | Mejor duración de la batería | Mejor diseño             | Más mejorado        | Busto del año                              | MVP (Mejor general)   | Referencia al video original |
| ---- | ------------------------------- | -------------------------------------- | ------------------------------------------- | ------------------------------------ | ---------------------------- | ------------------------ | ------------------- | ------------------------------------------ | --------------------- | ---------------------------- |
| 2014 | Samsung Galaxy Note 4           | Sony Xperia Z3 Compact                 | Samsung Galaxy Note 4 y Apple iPhone 6 Plus | OnePlus One                          | N / A                        | Sharp Aquos Crystal †    | BlackBerry Passport | Amazon Fire Phone                          | HTC One M8            | Smartphone Awards: 2014!     |
| 2015 | Samsung Galaxy Note 5           | Apple iPhone 6s                        | Samsung Galaxy Note 5                       | OnePlus X                            | Motorola Droid Maxx 2        | Samsung Galaxy S6 Edge + | BlackBerry Priv     | HTC One A9                                 | Nexus 6P              | Smartphone Awards: 2015!     |
| 2016 | Samsung Galaxy S7 Edge          | Apple iPhone 7                         | Google Pixel y Pixel XL                     | OnePlus 3T                           | Motorola Moto Z Play         | Samsung Galaxy S7 Edge   | HTC 10              | Samsung Galaxy Note 7 y Google Project Ara | Google Pixel XL       | Smartphone Awards 2016!      |
| 2017 | Samsung Galaxy Note 8           | Apple iPhone 8                         | Google Pixel 2 y Pixel 2 XL                 | OnePlus 5T                           | Razer Phone                  | Teléfono Essential       | HTC U11             | HTC U Ultra                                | Samsung Galaxy Note 8 | Smartphone Awards 2017!      |
| 2018 | Samsung Galaxy Note 9           | Apple iPhone XS                        | Google Pixel 3 y Pixel 3 XL                 | Xiaomi Pocophone F1                  | Huawei Mate 20 Pro           | Oppo Find X              | Razer Phone 2       | Red Hydrogen One                           | OnePlus 6T            | Smartphone Awards 2018!      |
| 2019 | Asus ROG Phone II               | Samsung Galaxy S10e                    | Apple iPhone 11 Pro y iPhone 11 Pro Max     | Redmi K20 Pro                        | Asus ROG Phone II            | Samsung Galaxy Fold      | Asus ROG Phone II   | Google Pixel 4                             | OnePlus 7 Pro         | Smartphone Awards 2019!      |

## Vida personal
Brownlee creció en Maplewood, Nueva Jersey . Asistió a la Columbia High School y estudió en la Howe School en el Stevens Institute of Technology, donde se especializó en negocios y tecnología de la información. Brownlee se graduó de la universidad en mayo de 2015 y se convirtió en YouTuber a tiempo completo.  
Sus videos fueron grabados en su departamento hasta que se mudó en 2016, y ahora trabaja en un estudio en Kearny, Nueva Jersey, utilizando equipos de video RED . Siendo un entusiasta de la tecnología, también posee un Tesla Model S P100D que ocasionalmente presenta en su canal. Además de producir contenido, juega golf y fue un jugador profesional de frisbee para los Philadelphia Phoenix (2017) y Garden State Ultimate (2015–2017). Brownlee jugó anteriormente para los ahora doblados Hammerheads de Nueva Jersey, un equipo que pertenece a la American Ultimate Disc League y al New York Rumble, que estaba en la ahora desaparecida liga Major League Ultimate (MLU). Brownlee actualmente juega para el Imperio de Nueva York de la AUDL.